# Celso Ramos
Celso Ramos – miasto i gmina w Brazylii, w stanie Santa Catarina. Znajduje się w mezoregionie Serrana i mikroregionie Campos de Lages.